# Pinkpop 1998
Pinkpop 1998 werd gehouden op 30 mei tot en met 1 juni 1998 in Landgraaf. Het was de 29e editie van het Nederlands muziekfestival Pinkpop en de elfde in Landgraaf. Er waren circa 51.500 toeschouwers. 
Presentatie: Lebbis en Jansen

## Optredens

### Zaterdag
- Supersub
- Ozric Tentacles
- Zion Train
- Itchy Bitchy
- Girls Against Boys
- Primus

### Zondag
- Bentley Rhythm Ace
- Moby
- Tricky
- Reprazent & Roni Size
- Caesar
- The Posies
- The Dandy Warhols
- Skik
- Van Dik Hout

### Maandag
- Artificial Joy Club
- Grandaddy
- Spiritualized
- 16 Horsepower
- Tindersticks
- Ocean Colour Scene
- Faithless
- Tori Amos
- Junkie XL
- Garbage
- Eagle-Eye Cherry
- Deftones
- Anouk
- NOFX
- K's Choice
- The Smashing Pumpkins
- The Verve